# Heath Streak
Heath Hilton Streak (Bulawayo, 16 marzo 1974 – Matabeleland, 3 settembre 2023) è stato un crickettista zimbabwese  e capitano della nazionale di cricket dello Zimbabwe. Fu il vincitore di wicket leader di tutti i tempi per lo Zimbabwe nel test cricket con 216 wicket e nell'One Day International con 239 wicket. Fece parte dell'era d'oro del cricket dello Zimbabwe tra il 1997 e il 2002.

## Biografia

### Carriera internazionale
Streak fu nominato capitano della squadra di cricket dello Zimbabwe nel 2000 per i formati test cricket e One Day International. Con le 4 vittorie ottenute nel test cricket in questo ruolo, è stato il capitano dello Zimbabwe di maggior successo in questa specialità, e il secondo di maggior successo nel One Day International con 18 vittorie. Streak si è ritirato dal cricket internazionale nell'ottobre del 2005.

### Provvedimenti giudiziari
Nell'aprile del 2021 fu radiato da tutte le attività di cricket per 8 anni per aver infranto le regole anticorruzione del Consiglio Internazionale del Cricket: nel 2017 ricevette due bitcoin (per un valore approssimato di 35.000 dollari americani) e un iPhone come pagamento da parte di un corruttore in cambio di informazioni riservate sulle franchigie delle leghe Twenty20, incluse la Premier League indiana, la Superliga del Pakistan e la Premier League dell'Afghanistan. Streak accettò la condanna, ma rigettò sempre le accuse nei suoi confronti.

### Morte
Streak è morto nel 2023, a 49 anni, per un tumore al colon.